# Charles Haid
Charles Maurice Haid III (San Francisco, 2 juni 1943) is een Amerikaans acteur en regisseur.
De bekendste rol van Charles Haid is die van agent Andy Renko in de televisieserie Hill Street Blues. Deze rol was een van de meest opvallende in de serie. 
Haid speelde een naieve blanke zuidelijke agent die samenwerkt met zijn zwarte collega Bobby Hill, gespeeld door Michael Warren. 
Na deze rol legde Haid zich toe op het produceren en regisseren van televisieseries. 
In 1994 won hij een Directors Guild Award voor zijn werk als regisseur voor de serie ER.
Daarnaast was hij genomineerd voor de TV film Buffalo Soldiers en een episode van NYPD Blue. 
Haid was meerdere malen de regisseur voor de FX series Nip/Tuck en Sons of Anarchy.
Verder regisseerde hij epidodes van de AMC serie Breaking Bad en de CBS serie Criminal Minds, waarin hij ook de rol speelde van serie moordenaar Randall Garner ("The Fisher King").
- Bibsys: 9009336
- Bibliothèque nationale de France: cb14053022s (data)
- Gemeinsame Normdatei: 1022918753
- International Standard Name Identifier: 0000 0001 1460 4591
- Library of Congress Control Number: no99087135
- MusicBrainz: 2ed81f42-9bc8-4929-9596-7b43f2923184
- Nationale Bibliotheek van Polen: a0000001630628
- Nederlandse Thesaurus van Auteursnamen: 120375788
- SNAC: w623667c
- Système universitaire de documentation: 250259931
- Virtual International Authority File: 31637400
- WorldCat: E39PBJkD4cpP4H9Qh9cG3y7rbd